# Список умерших в 1932 году
В этой статье представлен список известных людей, умерших в 1932 году.
- См. также: Категория:Умершие в 1932 году

## Январь
- 1 января — Леонид Артамонов (72) — русский генерал и путешественник, участник русско-японской и Первой мировой войн.
- 4 января — Джалил Мамедкулизаде (65) — азербайджанский журналист, просветитель и писатель-сатирик.
- 5 января — Петров, Алексей Леонидович (72) — русский филолог-славист, профессор славяноведения
- 7 января — Андре Мажино (54) — французский политический и военный деятель, инициатор создания линии вооруженных укреплений на границе с Германией («Линии Мажино»).
- 8 января — Николай Шляков (70) — русский филолог, специалист по древнерусскому языку, древнерусской и древнеславянской литературам.
- 10 января — Христофор III — епископ Грузинской православной церкви, католикос-патриарх всея Грузии.
- 10 января — Роберт Штерль (64) — немецкий художник.
- 11 января — Шоломович, Александр Сергеевич (ум. 1932) — врач-нарколог, профессор, основатель сети наркологических лечебных учреждений в СССР. Умер в Москве[1].
- 12 января — Семёнов, Аркадий Петрович — доцент кафедры гидросооружений Московского института инженеров водного транспорта[2].
- 14 января — Юрий Ларин (революционер) (49) — деятель российского революционного движения, советский хозяйственный деятель, экономист, публицист.
- 21 января — Михаил Крашенинников (67) — филолог-классик.
- 25 января — Пётр Стучка (66) — писатель, юрист, политический деятель Латвии и Советского Союза, с 1923 года председатель Верховного суда РСФСР; прах помещён в урне в Кремлёвской стене на Красной площади в Москве.
- 30 января — Ефремов, Роман Прокофьевич — член ВЦИК СССР, председатель плановой комиссии Северо-Кавказский край исполкома[3].
- 30 января — Котлов, Василий Васильевич — профессор, заведующий кафедрой лесоэксплуатации Московского лесотехнологического института (умер в Кисловодске)[4].
- 31 января — Дивильковский, Анатолий Авдеевич (58) — литературный критик, революционер, член Общества старых большевиков.

## Февраль
- 1 февраля — Димитрий (Вербицкий) (62) — епископ Русской православной церкви, архиепископ Киевский.
- 1 февраля — Василий Леонович-Ангарский (1875—1932) — участник революционного движения, литератор.
- 1 февраля — Георгий Михаловский — советский военачальник, кавалер трёх орденов Красного Знамени.
- 4 февраля — Евгений Дрейзин (53) — композитор, музыкант, капельмейстер.
- 5 февраля — Юзеф Красный (54) — участник российского и польского социал-демократического движения; с 1923 года член Московского отделения Всесоюзного общества старых большевиков (членский билет №186)
- 8 февраля — Константин Ратехин (1893—1932) — советский партийный деятель, с 1931 года состоял в Московском отделении Всесоюзного общества старых большевиков (членский билет №967)
- 9 февраля — Дмитрий Багалей (74) — украинский историк, общественный деятель, член Государственного совета от Академии Наук и 9 российских университетов.
- 9 февраля — Иосиф Лабковский (1890—1932) — член РСДРП(б) с 1908 года, член правления Центросоюза, бывший директор кожевенно-обувного объединения Центросоюза
- 12 февраля — Юон, Игорь Константинович (р.1904) — художник
- 12 февраля — Артур Ячевский (69) — российский и советский биолог, член-корреспондент Академии наук СССР (1923), основоположник отечественной микологии и фитопатологии
- 16 февраля — Юлиан Борхардт (66) — немецкий социалистический политик и журналист.
- 21 февраля — Михаил Пергамент (68) — российский учёный-правовед, цивилист.
- 21 февраля — Валерий Талиев (59) — советский ботаник.
- 21 февраля — Григорий Циперович — советский профсоюзный и партийный деятель, экономист, публицист.
- 21 февраля — Вячеслав Полонский (45) — советский литературный критик, редактор журнала «Новый мир» (1926—1931), с 1929 года директор Музея изящных искусств.
- 26 февраля — Йосеф Хаим Зоненфельд (82) — главный ашкеназский раввин Иерусалима.
- 29 февраля — Владимир Голицын (81) — действительный тайный советник и камергер.
- 29 февраля — Артур Леа (63) — австралийский энтомолог, член нескольких научных обществ.

## Март
- 3 марта — Эжен Д’Альбер (67) — немецкий пианист и композитор.
- 4 марта — Евгений Полевой-Мансфельд (62) — русский и советский беллетрист, конферансье
- 7 марта — Аристид Бриан (69) — французский политический деятель Третьей республики, неоднократно занимавший пост премьер-министра Франции, лауреат Нобелевской премии мира (1926), один из инициаторов подписания Пакта Бриана — Келлога (1928).
- 7 марта — Генрих Карл Клам-Мартиниц (69) — австро-венгерский государственный деятель, министр-президент Цислейтании.
- 14 марта — Владимир Абрамович (55) — русский поэт, писатель, журналист.
- 14 марта — Джордж Истмен (77) — американский бизнесмен и изобретатель, основатель компании Eastman Kodak.
- 14 марта — Фредерик Тёрнер (70) — американский историк, наибольшую известность получил как создатель оригинальной «теории границы».
- 14 марта — Моисей Ракузин (62) — русский и советский нефтехимик и биохимик. Профессор Петроградского химико-фармацевтического института[5]
- 16 марта — Всеволод Остроградский (88) — русский генерал, герой русско-турецкой войны 1877—1878 годов, генерал-инспектор кавалерии.
- 17 марта — Георгий Коростелёв (47) — советский партийный деятель.
- 18 марта — Самуил Вульфсон (53) — российский революционер, советский партийный деятель, торгпред в Италии и Австрии
- 20 марта — Анатолий Гаврилов (62) — российский революционер, один из руководителей Обуховской обороны.
- 20 марта — Илья Иванов (61) — русский и советский биолог со специализацией в области искусственного осеменения и внутривидовой гибридизации животных. Принимал участие в попытках вывести гибрид человека с другими приматами.
- 21 марта — Михаил Пергамент (68) — российский и советский правовед.
- 22 марта — Монгуш Буян-Бадыргы (39) — тувинский общественный и государственный деятель, основоположник тувинской государственности.
- 23 марта — Александр Борчанинов (47) — советский государственный и партийный деятель, председатель Исполнительного комитета Пермского окружного Совета (1924—1926).
- 26 марта — Евгений Ган — профессор, заведующий кафедрой химии механико-технологического института кондитерской промышленности
- 27 марта — Элиэзер Штейнбарг (52) — еврейский баснописец, поэт, драматург, педагог.

## Апрель
- 4 апреля — Вильгельм Оствальд (78) — балтийский немец, физико-химик и философ-идеалист, лауреат Нобелевской премии по химии 1909 года.
- 10 апреля — Михаил Покровский (63) — видный советский государственный, общественный и партийный деятель, историк-марксист, академик АН СССР (1929).
- 13 апреля — Александр Банников (36) — советский государственный и партийный деятель, председатель Исполнительного комитета Тюменского окружного Совета (1924—1926), начальник строительства Уралмашзавода.
- 14 апреля — Эрнст Липгарт (84) — русский художник и декоратор.
- 18 апреля — Степан Кузнецов (53) — российский и советский театральный актёр, артист МХАТ и Малого театра.
- 22 апреля — Юлиан Романчук (90) — политический руководитель галицийских украинцев, общественный и культурно-образовательный деятель (педагог, писатель и журналист).
- 22 апреля — Фёдор Угаров (47) — советский партийный и профсоюзный деятель[6].
- 23 апреля — Виктор Постников — ректор Свердловского университета (Москва)[7].
- 26 апреля — Григорий (Яцковский) (65) — епископ Русской православной церкви, архиепископ Екатеринбургский и Ирбитский.

.

## Май
- 2 мая — Пётр Коган (59) — российский историк литературы, критик, переводчик.
- 3 мая — Антон Вильдганс (51) — австрийский поэт, драматург и театральный деятель.
- 3 мая — Степан Вострецов (48) — советский военачальник. Трижды георгиевский кавалер и четырежды кавалер ордена Красного знамени.
- 3 мая — Василий Скворцов (73) — русский публицист, издатель, православный миссионер.
- 7 мая — Поль Думе́р (75) — французский политик времён Третьей республики, предпоследний её президент (1931—1932); убит.
- 7 мая — Константин Лыгин — русский архитектор, работал в основном в Сибири.
- 7 мая — Виктор Шмидт (67) — русский и советский зоолог, специалист по микроскопической анатомии и эмбриологии, профессор, ректор Пермского университета (1923–1924).
- 22 мая — Изабелла Огаста Грегори (80) — ирландская писательница, драматург и собирательница фольклора.
- 22 мая — Мирон Вольфсон — российский и советский книгоиздатель, книговед.
- 24 мая — Куприян Киркиж (43) — советский, украинский партийный и государственный деятель.

## Июнь
- 1 июня — Улдрикис Капбергс (63) — самопровозглашенный король ливов.
- 2 июня — Джон Уолтер Грегори (68) — английский геолог, исследователь Восточной Африки и Австралии.
- 4 июня — Владимир Жданов (62) — российский судебный оратор, общественный деятель, адвокат.
- 5 июня — Карл Штиглер (56) — австрийский валторнист и музыкальный педагог.
- 7 июня — Эмиль Паур (76) — австрийский дирижёр.
- 7 июня — Эдвард Флатау (63) — польский невролог.
- 10 июня — Сирануйш (75) — выдающаяся армянская актриса.
- 24 июня — Эрнест Пыддер (53) — российский и эстонский военный деятель, генерал-майор.
- 26 июня — Василий Вяткин (62) — выдающийся русский, советский, узбекский археолог и историк-востоковед.
- 29 июня — Уильям Хамбл Уорд (65) — британский государственный деятель, генерал-губернатор Австралии (1908—1911).

## Июль
- 8 июля — Александр Грин (51) — русский писатель, прозаик, представитель направления романтического реализма.
- 9 июля — Наджаф-бек Везиров (78) — азербайджанский драматург, публицист, театральный деятель. Один из основателей азербайджанского театра.
- 18 июля — Тадеуш Обминский — польский архитектор, педагог.
- 23 июля — Генрик Заменгоф (60) — польский врач и эсперантист, брат Л. Л. Заменгофа.

## Август
- 2 августа — Игнац Зейпель (56) — дважды федеральный канцлер Австрии.
- 4 августа — Сергей Салазкин (70) — российский биохимик, педагог, политический и общественный деятель.
- 5 августа — Саша Чёрный (51) — русский поэт Серебряного века, прозаик, получивший широкую известность как автор популярных лирико-сатирических стихотворных фельетонов.
- 11 августа — Степан Васильченко (53) — украинский писатель, педагог, сценарист и переводчик.
- 11 августа — Максимилиан Волошин (55) — русский поэт, переводчик, художник-пейзажист, художественный и литературный критик, общественный деятель украинского происхождения.
- 19 августа — Йохан Шобер (57) — трижды федеральный канцлер Австрии.

## Сентябрь
- 3 сентября — Павлик Морозов (13) — мальчик, в советской прессе и литературе символизировавший честность и принципиальность юного борца с кулаками, убитый собственным дедом и дядей за выступление на суде.
- 12 сентября — Ованес Адамян (53) — российский и советский изобретатель, инженер-электрик, один из изобретателей цветного телевидения и радиофототелеграфии.
- 12 сентября — Бадалбейли, Бадал-бек Башир оглы (56 или 57) — азербайджанский общественный деятель просвещения, педагог, актёр театра.
- 14 сентября — Павел Горгулов (37) — русский эмигрант, автор стихов и прозы, пропагандист националистических теорий, убийца 14-го президента Французской республики Поля Думера; казнён на гильотине.
- 14 сентября — Владимир Лавдовский (68) — российский военный деятель.
- 16 сентября — Александр Ольденбургский (88) — русский генерал, сенатор, член Государственного совета.
- 20 сентября — Макс Слефогт (63) — немецкий художник-импрессионист, график, сценограф, иллюстратор.
- 28 сентября — Эмиль Орлик (62) — чешский художник, график, фотограф и художник-прикладник.

## Октябрь
- 5 октября — Кристофер Бреннан (61) — австралийский поэт.
- 5 октября — Константин Гедройц (60) — известный русский и советский почвовед-агрохимик, основоположник коллоидной химии почв, академик АН СССР.
- 25 октября — Николай Мяготин (14) — советский школьник, в советское время получивший известность как пионер-герой, символ борца с кулачеством, наравне с Павликом Морозовым.
- 29 октября — Николай Агнивцев (44) — русский поэт Серебряного века и драматург, автор книг для детей.
- 31 октября — Киприан Кондратович (74) — русский генерал, участник русско-японской и первой мировой войн.

## Ноябрь
- 1 ноября — Ирена Абендрот (60) — австрийская оперная певица (колоратурное сопрано), музыкальный педагог.
- 7 ноября — Готфрид Гогенлоэ (64) — австро-венгерский военный деятель и дипломат.
- 9 ноября — Надежда Аллилуева (31) — вторая жена Иосифа Сталина; самоубийство.
- 9 ноября — Рудольф Бауэр (53) — венгерский легкоатлет, чемпион летних Олимпийских игр 1900.
- 10 ноября — Эванджелина Адамс (64) — американский астролог, в 1914 выиграла судебный процесс по возбуждённому против неё делу о мошенничестве (шарлатанстве), в результате чего астрология в США была легализована.
- 11 ноября — Михал Ролле (67) — польский журналист, историк-любитель и писатель.
- 14 ноября — Лео (Бабаханян, Аракел Григорьевич) (72) — армянский советский историк, писатель, публицист, профессор Ереванского университета.
- 16 ноября — Герман Матисон (37) — шахматист и шахматный композитор.
- 27 ноября — Бернхард Каган (66) — немецкий шахматист, меценат, шахматный журналист, издатель и шахматный деятель.
- 29 ноября — Фёдор Гриневский (72) — русский и польский врач, общественный деятель.

## Декабрь
- 4 декабря — Густав Майринк (64) — австрийский писатель-экспрессионист, драматург, переводчик и банкир; автор романа «Голем».
- 15 декабря — Пётр Боровский (69) — русский, советский врач-хирург.
- 20 декабря — Амвросий (Полянский) — епископ Русской православной церкви, епископ Каменец-Подольский и Брацлавский.
- 20 декабря — Дмитрий Курский (58) — первый советский прокурор, народный комиссар юстиции РСФСР, прокурор РСФСР.
- 24 декабря — Николай Андреев (59) — русский, советский скульптор, график, автор памятника Николаю Гоголю в Москве и множества других работ.
- 27 декабря — Яков Окунев (50) — русский писатель-фантаст, журналист, редактор, стоявший у истоков жанра научной фантастики в СССР.
- 27 декабря — Арвид Ярнефельт (71) — финский писатель.
- 31 декабря — Станисловас Нарутавичюс (70) — польский юрист и политический деятель.

## Дата неизвестна или требует уточнения
- Март — Вера Гедройц (61) — доктор медицины, профессор, первая в России женщина-хирург, одна из первых женщин-профессоров хирургии в мире, поэтесса и прозаик; рак.
- Сергей Королёв (57 или 58) — российский микробиолог, внесший значительный вклад в развитие технической микробиологии.